# The Heart Wants What It Wants
«The Heart Wants What It Wants» —en español: «El corazón quiere lo que quiere»— es una canción de la cantante estadounidense Selena Gomez. Está incluida en su primer álbum recopilatorio, For You, lanzado el 24 de noviembre de 2014. Gomez publicó el sencillo sorpresivamente, al igual que su vídeo musical, el 6 de noviembre del mismo año. Ella misma lo compuso junto a Antonina Armato, David Jost y Tim James, mientras que Rock Mafia lo produjo. «The Heart Wants What It Wants» es descrita como una balada con toques R&B y habla sobre las contradicciones que se viven en las relaciones amorosas. La temática de la canción hizo que la prensa empezara a especular que se trataba sobre la relación pública de la cantante con su exnovio Justin Bieber. Además de obtener buenas reseñas por parte de críticos profesionales, la canción recibió aclamación de otros artistas como Taylor Swift, Shay Mitchell y Zendaya. Algunos  estuvieron de acuerdo en que estaba influenciada por la cantante Lana Del Rey, mientras que otros destacaron la madurez que muestra Gomez.
El vídeo musical, dirigido por Dawn Shadforth y filmado totalmente en blanco y negro, también recolectó buenas críticas. Para promocionar el tema, Gomez lo cantó en los American Music Awards, que tuvieron lugar el 23 de noviembre de 2014. Esta presentación recibió elogios por sus efectos visuales así como también por la madurez de la cantante.

## Antecedentes y descripción
El 3 de noviembre, Gomez publicó una foto en Instagram con el mensaje: «Mientras escucho por última vez, pensé mucho sobre mi año. Pensé mucho sobre mi voz. Y luego de un año de aferrarme, creo que es hora de empezar a compartir». Poco tiempo después, subió otra foto al mismo medio en el que aparecía un supuesto verso de su nueva canción que decía: «...But I can't imagine, a life without, breathless moments, breaking me down» —en español: «...Pero no puedo imaginar, una vida sin, momentos impactantes, derribándome»—. Finalmente, el verso correspondía a «The Heart Wants What It Wants». De acuerdo con Paul Grein de Yahoo! Music, el título es la misma frase que Woody Allen usó en 1992 para defender su relación con Soon-Yi, la hija adoptiva de su expareja Mia Farrow, y consideró que podía existir una coincidencia entre este incidente y la canción de Gomez. Selena Gomez, Antonina Armato, David Jost y Tim James compusieron el tema.
«The Heart Wants What It Wants» es descrita como una balada con toques R&B y habla sobre las contradicciones que se viven en las relaciones amorosas. Asimismo, muestra un sonido más personal y maduro de la cantante y un «lado completamente nuevo de Selena». De acuerdo con Jeff Benjamin de Fuse, el tema tiene un sonido electro pop minimalista similar al de la cantante neozelandesa Lorde, chasquidos, sintetizadores siniestros y gemidos obsesionantes. Según él, líricamente, «Selena detalla estar enamorada de un chico malo a pesar de que sabe que él podría no ser bueno». Diversos críticos mencionaron que el tema habla sobre Justin Bieber, el exnovio de Gomez, y Emilee Linder de MTV comentó al respecto a pesar de que no se menciona directamente el nombre de Bieber, «la letra claramente expone una relación inevitable de cuatro años, cómo todas las señales le decían que se alejara, pero bueno, amor es amor». En una entrevista con Ralphie Aversa, la cantante describió al tema como un «marca libro» y dijo que «era un lugar donde quería empezar un capítulo completamente nuevo de música». Para componerla, declaró que primero se aseguró de que tenía algo de qué hablar, y que «fue cuando decidí que era un momento verdaderamente bueno para compartir mi corazón, de dónde vengo, cuándo me sentí como si estuviera siendo arrastrada en un millón de direcciones». Hollywood Records publicó el sencillo el 6 de noviembre de 2014, con la opción de pre-ordenar For You.

## Recepción

### Crítica

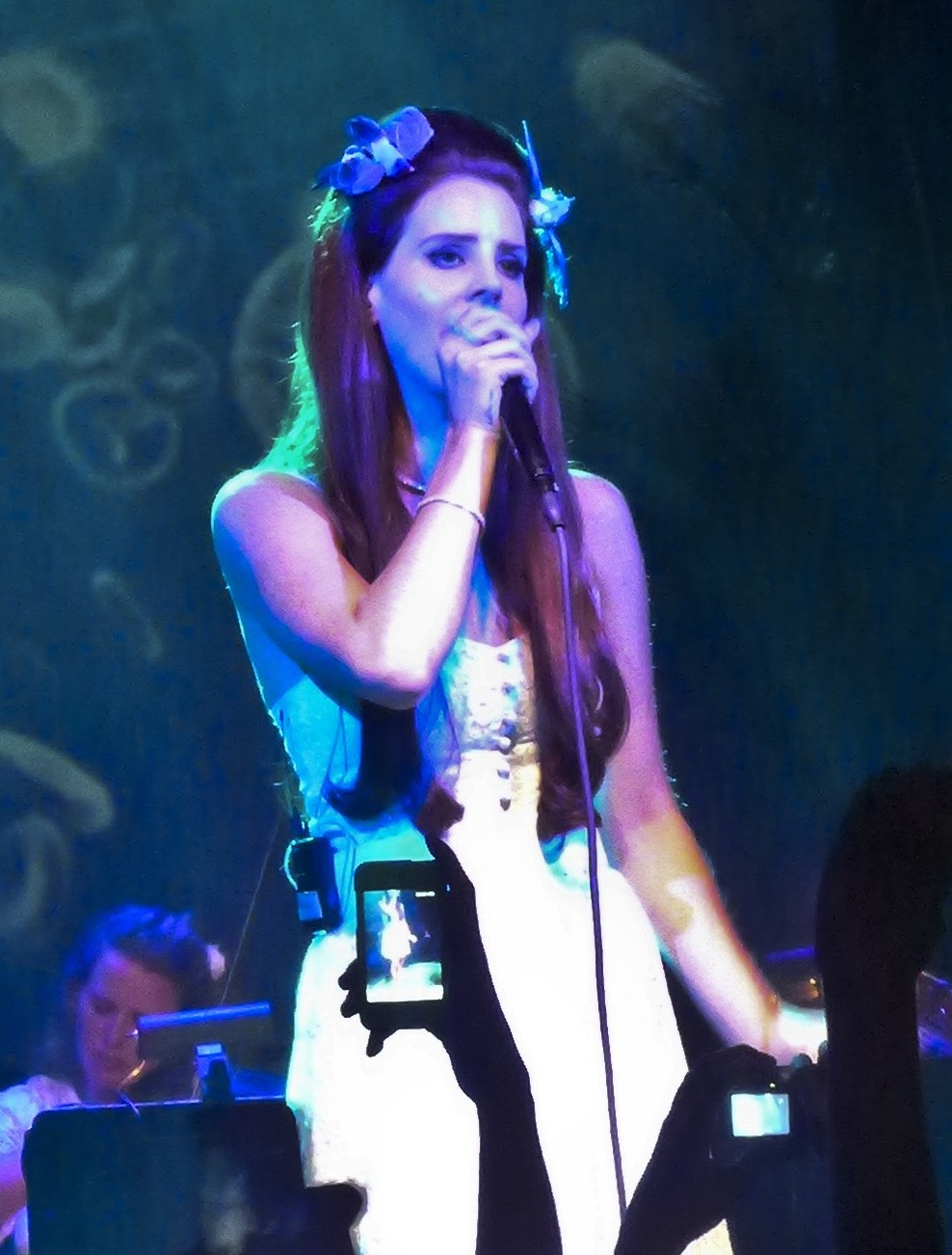
«The Heart Wants What It Wants» recibió comparaciones con el estilo musical de la cantante de indie Lana Del Rey.

Emilee Linder de MTV dijo que «es lo más vulnerable que hemos escuchado a Selena, quien trata de justificar su volátil relación con Justin Bieber». Carolyn Menyes de Music Times escribió que: «A pesar de que la canción por sí misma grita de inspiración por la difícil relación de Gomez con Bieber, la música en sí es maravillosa sin el drama personal». Menyes añadió que aunque Gomez nunca ha sido necesariamente conocida por su habilidad vocal, se las arregló bien para mantener «el rango medio de la canción». Para finalizar, la escritora dijo que: «La pista por sí sola tiene una melodía pegadiza y un mensaje desafortunadamente relacionable. Entiza esto como una victoria para la ahora madura Gomez, mientras ella sigue deshaciéndose de su imagen de Disney». Bradley Stern de Muumuse calificó al tema como «inesperado», «más personal» y «profundamente angustiante». Stern también dijo que: «Aparte de la introducción totalmente desgarradora, la canción en sí es realmente excelente, y de cierto modo humaniza (y madura) a la pequeña cantante más que nunca: Abandonando las azucaradas pulsaciones dance pop por chasquidos resonantes, aullidos distantes [similares a] Lana Del Rey y un ritmo frío, SelGo va en defensa de su difícil relación, en un movimiento no del todo diferente al de Britney Spears con "My Prerogative"». Lucas Villa de AXS escribió:

«El electro-pop detrás del álbum del año pasado Stars Dance es cubierto por algo un poco más [del estilo de] Lana Del Rey en "The Heart Wants What It Wants". Una mezcla de ritmos hip-hop, guitarra y un estilo distorsionado de Emile Haynie aulla detrás de la cantante de 22 años (Gomez) mientras líricamente deja a su corazón resistir sobre una relación tóxica que no puede dejar. Sus letras están en su punto más oscuro mientras ella detalla sentirse "atada" a todo».

Villa agregó que la canción «se alza como una revelación desgarradora y epica en su libro de canciones de cinco años, una que es vulnerablemente hermosa y honesta sin complejos». La actriz Shay Mitchell expresó que Gomez era «valiente» y que «Selena está haciendo lo suyo, y es una hermosa canción y hay un montón de gente allá afuera que se puede relacionar con ella. Definitivamente yo misma he pasado por eso, y por eso creo que lo hace tan bien, porque está escribiendo para nuestra generación y lo que las chicas han pasado a través de los años. Es una hermosa canción, hermoso vídeo musical. Ella es genial». La cantante Zendaya opinó que «es un perfecto sonido diferente» y describió al tema como «fenomenal». Eliza Thompson de la revista Cosmopolitan ubicó a «The Heart Wants What It Wants» en el quincuagésimo quinto puesto de su lista de las cincuenta mejores canciones del 2014. Gracias a la letra del tema, John Walker de MTV escogió a Gomez como la celebridad que más maduró durante el 2014. Los lectores de la página web de Ryan Seacrest escogieron a «The Heart Wants What It Wants» como la mejor canción del 2014, seguida de otras como  «Shake It Off» de Taylor Swift y «Stay with Me» de Sam Smith.

### Comercial
El mismo día de su lanzamiento sorpresa, «The Heart Wants What It Wants» llegó al número dos en iTunes de los Estados Unidos; solo «Ready to Run» de One Direction evitó su llegada al primer puesto. Mediabase reportó que en su primer día el sencillo recibió una audiencia radial de más de 10 millones, lo que hizo que los medios compararan su debut en la radio con el de «Wrecking Ball» de Miley Cyrus, que debutó con cuatro millones menos. También en su debut alcanzó el número uno de la lista Billboard Twitter Real-Time, que rastrea las canciones más mencionadas y compartidas en Twitter. Durante su primera semana, «The Heart Wants What It Wants» vendió 102 000 copias digitales solo en los Estados Unidos, lo que le permitió debutar en el número seis de la lista Digital Songs. Estas ventas le dieron a Gomez su segundo mejor debut en la lista, luego de que «Who Says», junto a su banda Selena Gomez & the Scene, debutara con 116 000 copias. En la lista Billboard Hot 100, que combina las ventas digitales del sencillo, más su desempeño en la radio y streaming, debutó en el número veinticinco; la mejor entrada de la semana. En Streaming Songs debutó en el número treinta y siete debido a que recibió 3.1 millones de streams. Gracias a su interpretación en los American Music Awards el 23 de noviembre de 2014, Gomez consiguió su segundo top 10 en Billboard Hot 100, ya que alcanzó el número seis; misma posición obtenida por «Come & Get It» en mayo del 2013. La semana después de su presentación, la canción vendió 136 000 copias y alcanzó el número cinco en Digital Songs, ya que tuvo un aumento del 98% en descargas con respecto a la semana anterior. Simultáneamente, alcanzó la quinta posición en Streaming Songs y debutó en el número cuarenta y dos en Radio Songs. En la última de estas, consiguió posicionarse como el segundo top diez de la artista, nuevamente detrás de «Come & Get It». En el conteo Pop Songs, que se basa en el nivel de airplay que las canciones reciben en los Estados Unidos, «The Heart Wants What It Wants» se convirtió en el tercer top 10 de Gomez como solista, así como en su tercer sencillo consecutivo que logra entrar a los diez primeros. Por otro lado, a finales de enero de 2015, debutó en la lista Hot Dance Club Songs, que marca las canciones más populares en los clubes de baile de los Estados Unidos. Para julio de 2015, había vendido 1.3 millones de copias solo en los Estados Unidos.
En Canadá también logró el mejor debut en su primera semana, en el número nueve. Esto automáticamente convirtió a «The Heart Wants What It Wants» en el tercer top 10 de Gomez en el país y en su segundo sencillo mejor posicionado, después de «Come & Get It», que llegó al número seis y seguido de «Love You like a Love Song», que alcanzó el décimo puesto. Semanas más tarde igualó la posición de «Come & Get It» en el territorio canadiense.

## Vídeo musical

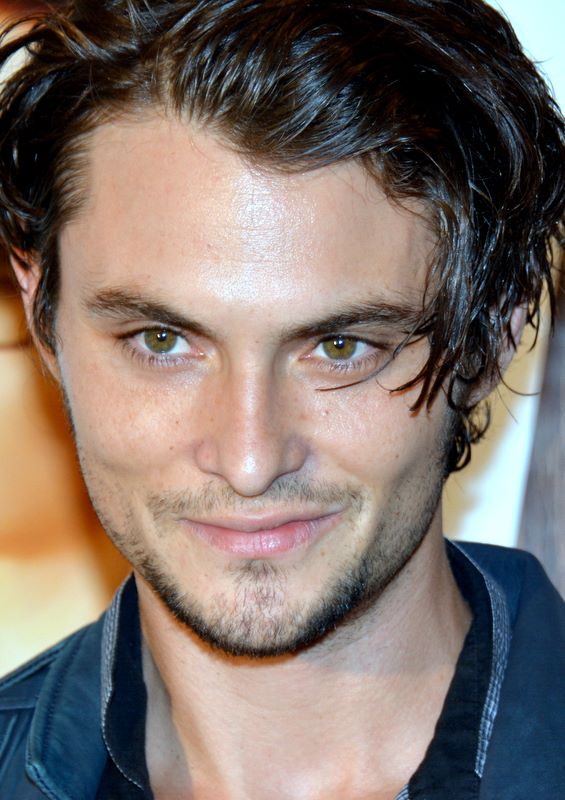
El actor estadounidense Shiloh Fernández interpreta al novio de Gomez en el vídeo musical.

El 6 de noviembre de 2014, mismo día del lanzamiento del sencillo, Gomez publicó su vídeo oficial dirigido por Dawn Shadforth. Este es totalmente en blanco y negro y se le puede ver llorando.  El videoclip comienza con una nota de voz de Gomez que dice: «Cuando estaba en el escenario y estaba pensando en... sentía como que yo... yo lo conozco, y conozco su corazón y sé que no haría eso para herirme. Pero no me di cuenta de que me sentía tan confiada y tan bien conmigo misma y luego eso podía ser destruido completamente por una cosa. Por algo tan estúpido. Pero luego, tú me haces sentir que estoy loca, me haces sentir que es mi culpa. Estaba sufriendo». A pocas horas de su lanzamiento, el vídeo llegó al puesto número uno en iTunes. Asimismo, consiguió más de nueve millones de visitas en YouTube en su primer día, y fue el vídeo más visto en VEVO. Poco después del lanzamiento del vídeo, Gomez recibió su octavo certificado de VEVO, gracias a que «The Heart Wants What It Wants» superó las 100 millones de visitas en el sitio. Inmediatamente luego de su publicación, los medios empezaron a especular que se trataba sobre el exnovio de la cantante, Justin Bieber. De igual forma, Emilee Lindner de MTV comparó las escenas en las que Gomez está abrazada y en un bar con un chico con fotografías pasadas de «Jelena», el nombre que la prensa le dio a la relación de Gomez y Bieber. De acuerdo con Carolyn Menyes de Music Times, «a pesar de que [Gomez] está en un club rodeada de amigos, parece aburrida y adolorida mientras está recostada en el hombro de su chico. También hay conmovedoras escenas de Gomez llorando mientras mira a la cámara y viéndose en el espejo». El actor Shiloh Fernandez, quien ya había trabajado con Gomez en un cortometraje para la revista Flaunt en 2013, interpreta al novio de la protagonista en el vídeo.
En una entrevista con On Air with Ryan Seacrest, Gomez reveló que pegaron el micrófono debajo de su mesa mientras filmaban el vídeo, y que lo grabó un año antes de que se lanzara. Para la introducción, comentó que: «Me miré en el espejo real del vídeo musical, y tuve una conversación conmigo misma sobre cada pregunta que tenía en la mente en ese momento: "Wow, este sentimiento cambia todo y no lo puedes evitar"». Sobre las diversas especulaciones sobre si el vídeo y la canción hablaban sobre su exnovio y su relación altamente pública, Gomez dijo que Bieber había escuchado y aprobado el tema y que «pensó que era hermoso. Creo que fue muy difícil. Creo que estaba un poco celoso del chico del vídeo al principio [...] Honestamente, la música es una expresión, y si vas a ser esa voz para estas chicas, hay gente que se siente así. Esto es universal». Así como Bieber, la cantante Taylor Swift también tuvo acceso al material primero y Gomez dijo que: «[Taylor Swift] vino a mi casa y lo reproduje, Ella tenía puestos los auriculares, y vio el vídeo, y luego simplemente me miró, luego volvió a mirar y lo reprodujo tres veces más una y otra vez». Al final, Swift dijo que era «increíble». Respecto a su lanzamiento, explicó que: 

«El vídeo supuestamente debía salir en tres ocasiones y por coincidencia o cambios en mi vida, simplemente no pasó. Y también es un paso para mí sabiendo que: "Ok, esto es lo que estoy a punto de decir, y necesito decirlo cuando esté lista". Y creo que después de este año, es la forma perfecta de terminar un capítulo en cierto sentido. Es como, esto es lo que le diré a cada persona que me ha juzgado por cada decisión que he tomado, para cada persona y corazón que han sido juzgados por algo que hicieron, y ahora solo quiero liberarlo. Quiero seguir y trabajar en cosas y enfocarme en cosas que amo y divertirme, y nueva música, y un nuevo capítulo en mi vida. Estoy emocionada».

Según Brie Hiramine de la revista J-14, es el «vídeo más crudo» de Gomez hasta la fecha y combina la profundidad emocional de «Hold On», su canción para Rudderless (2014), con el bochorno de «Come & Get It». Erin Strecker de Billboard lo comparó con «Everytime» de Britney Spears. Además de haber opinado sobre la canción, Zendaya dijo que el vídeo era «impresionante» y que «a veces las canciones más relacionables son aquellas en las que realmente puedes conectarte con el artista. No sabemos exactamente de qué está hablando, pero asumo que es de rompimiento. Muchas personas han pasado por eso y pueden entender de dónde viene y sentir su dolor».

## Presentaciones en vivo
Ryan Seacrest anunció que Gomez presentaría «The Heart Wants What It Wants» por primera vez en los American Music Awards, celebrados el 23 de noviembre de 2014. En su presentación, Gomez usó un vestido color piel, y el escenario consistía en imágenes como luces oscuras, espinas, rosas, vidrios rotos y alas que aparecían detrás de ella en una pantalla. Al final de su interpretación, la cantante agregó la frase «I thought you were the one» —en español: «Creí que eras el indicado»—. Esta presentación tuvo un buen recibimiento por parte del público y los críticos, quienes elogiaron principalmente las «conmovedoras» alas y la actitud emotiva de Gomez. Caitlin White de MTV calificó a los efectos visuales como «increíbles» y dijo que: «Es un tema mucho más maduro y adulto para Selena, pero es uno con el que casi todos en la audiencia podría relacionarse, dada la intensa y emotiva respuesta del público». Luego de su presentación en los American Music Awards, la canción volvió al número uno de la lista Billboard Twitter Real-Time, posición que ya había ocupado en su lanzamiento.

## Posicionamiento en listas

### Semanales
| País              | Lista                         | Mejor posición |      |
| 2014              | 2014                          | 2014           | 2014 |
| ----------------- | ----------------------------- | -------------- | ---- |
| Alemania          | German Singles Chart          | 53             |      |
| Australia         | Australian Singles Chart      | 33             |      |
| Austria           | Ö3 Austria Top 75             | 48             |      |
| Bélgica (Flandes) | Ultratop 50                   | 33             |      |
| Bélgica (Valonia) | Ultratop 50                   | 23             |      |
| Canadá            | Canadian Digital Songs        | 4              |      |
| Canadá            | Canadian Hot 100              | 6              |      |
| Dinamarca         | Tracklisten Top 40            | 9              |      |
| Escocia           | Top 40 Scottish Singles       | 22             |      |
| Eslovaquia        | Singles Digital Top 100       | 7              |      |
| España            | Spanish Singles Chart         | 23             |      |
| Estados Unidos    | Adult Pop Songs               | 18             |      |
| Estados Unidos    | Billboard Hot 100             | 6              |      |
| Estados Unidos    | Digital Songs                 | 5              |      |
| Estados Unidos    | Hot Dance Club Songs          | 35             |      |
| Estados Unidos    | Pop Songs                     | 7              |      |
| Estados Unidos    | Radio Songs                   | 9              |      |
| Estados Unidos    | Streaming Songs               | 5              |      |
| Finlandia         | Suomen virallinen lista       | 15             |      |
| Francia           | French Singles Chart          | 30             |      |
| Grecia            | Greece Digital Songs          | 6              |      |
| Hungría           | Single (Track) Top 40         | 13             |      |
| Hungría           | Stream Top 40                 | 10             |      |
| Irlanda           | Irish Singles Chart           | 60             |      |
| Líbano            | Lebanese Top 20               | 4              |      |
| Noruega           | VG-lista                      | 13             |      |
| Nueva Zelanda     | NZ Top 40 Singles             | 19             |      |
| Países Bajos      | Dutch Top 40                  | 62             |      |
| Reino Unido       | Top 40 Official Singles Chart | 30             |      |
| República Checa   | Singles Digital Top 100       | 6              |      |
| Suecia            | Swedish Singles Chart         | 53             |      |
| Suiza             | Swiss Single Chart            | 52             |      |

### Anuales
| Canadá         | Canadian Hot 100  | 63 |
| Estados Unidos | Billboard Hot 100 | 62 |
| Estados Unidos | Digital Songs     | 54 |
| Estados Unidos | Pop Songs         | 43 |
| Estados Unidos | Radio Songs       | 67 |
| Estados Unidos | Streaming Songs   | 70 |

## Certificaciones
| País           | Organismo certificador | Certificación | Ventas certificadas | Ref.   |
| -------------- | ---------------------- | ------------- | ------------------- | ------ |
| Canadá         | CRIA                   | Platino       | 400 000             | [ 76 ] |
| Dinamarca      | IFPI - Dinamarca       | Oro           | 30 000              | [ 77 ] |
| Estados Unidos | RIAA                   | Platino       | 3 500 000           | [ 78 ] |
| Suecia         | IFPI - Suecia          | Oro           | 40 000              | [ 79 ] |

## Créditos y personal
- Ingeniería: Adam Comstock y Steve Hammons
- Masterización: Chris Gehringer
- Mellotron y vibráfono: Rami Jaffee
- Mezcla y producción: Rock Mafia
- Compositores: Selena Gomez, Antonina Armato, Tim James y David Jost

Fuente: Discogs.